# 42 Dywizjon Artylerii Lekkiej
42 dywizjon artylerii lekkiej (42 dal) – pododdział artylerii lekkiej Wojska Polskiego II RP.
Dywizjon nie występował w pokojowej organizacji wojska. Został sformowany przez  3 pułk artylerii lekkiej Legionów z Zamościa.

## 42 dal w kampanii wrześniowej

### Mobilizacja
42 dywizjon artylerii lekkiej został sformowany zgodnie z planem mobilizacyjnym „W”, w I rzucie mobilizacji powszechnej w terminie do 6 września.
Jednostką mobilizującą był 3 pułk artylerii lekkiej Legionów w Zamościu.
Organizacja wojenna pododdziału była identyczna z organizacją wojenną dywizjonu wchodzącego w skład pułku artylerii lekkiej i zakładała, że w jego składzie znajdzie się dowództwo, trzy baterie armat i kolumna amunicyjna. Do maja 1939 roku każda z baterii miała być uzbrojona w cztery 100 mm haubice wz. 1914/1919A z jaszczami wz. 1914/1919K. W maju tego roku zmieniono decyzję i baterie dywizjonu miały zostać sformowane jako uzbrojone w 75 mm armaty wz. 1897. Zgodnie z planami dywizjon miał być jednostką Obszaru Warownego „Grodno”. Podczas mobilizacji dywizjonu wystąpiły braki w mundurach polowych, butach, brakowało pistoletów i kbk, nie otrzymano biedek radio, zabrakło koców. Dywizjon został sformowany w dniach 31 sierpnia - 6 września 1939, w Łabuńkach 6 km na południowy wschód od Zamościa. 

### Działania bojowe
7 września dywizjon otrzymał rozkaz załadowania na transport kolejowy w Zamościu. Wieczorem odjechał w kierunku Grodna. Zgodnie z rozkazem ze Sztabu Naczelnego Wodza dla dowódcy OK III, z 9 września Grupa „Grodno” została skierowana na południe kraju. Nocą z 8/9 września transporty 42 dal minęły Brześć n/Bugiem. Zostały zatrzymane i poprzez Brześć, Pińsk, Łunieniec, Sarny, Równe, Brody do Złoczowa. 11 września 1939 został wyładowany na stacji kolejowej w Złoczowie. Następnego dnia po wykonaniu 60 km marszu dotarł do m. Laszki Królewskie (gmina Zadwórze). Na rozkaz ze sztabu Obrony Lwowa, 42 dal podjął marsz do Lwowa. Przed świtem 15 września dywizjon dotarł do Lwowa. W rejonie Winnik na szosie do Lwowa dywizjon w marszu był ostrzeliwany przez dywersantów ukraińskich. 3 bateria została podzielona na działony i skierowana jako artyleria przeciwpancerna i towarzysząca do obrony barykad przy ulicach Łyczakowskiej, Zielonej i Tarnowskiego. Bateria 1 zajęła stanowiska w parku Łyczakowskim, a 2 bateria w Parku Górnej Pohulanki, stanowiska obserwacyjne umieszczono w rejonie Wysokiego Zamku. Baterie prowadziły ostrzał oddziałów niemieckich na odcinku zachodnim. Szczególnie intensywny ostrzał dywizjon prowadził 17 września wystrzeliwując 201 pocisków, w tym 3/42 dal na odcinku mjr. Ślepackiego 134 pociski. 18 września o godz. 14.00 42 dal dwoma bateriami wspierał natarcie 2 batalionów ppłk. Władysława Smereczyńskiego na Pasieki Miejskie, Pirogówki i Sichów. Wieczorem 18 września 42 dywizjon przegrupowano na odcinek wschodni,1 bateria zajęła stanowiska na ul. Kochanowskiego, została ostrzelana przez artylerię niemiecką, rannych zostało 2 oficerów i kilku kanonierów, utracono większość koni. 19 września o godz. 2.30 sowiecki oddział pancerno-motorowy zaatakował obronę na Łyczakowie i ostrzelał stanowiska baterii 1/42 dal, ogniem na wprost odparto sowieckie natarcie. W następnych dniach cały dywizjon był ugrupowany na Łyczakowie jako artyleria ppanc. przy barykadach i wylotach ulic. 21 września został zabrany do niewoli kompletny działon z 1 baterii wraz armatą, jaszczem i 11 osobową obsługą z końmi. W dywizjonie dezerterowali i oddawali się do niewoli żołnierze z mniejszości narodowych. Podczas pobytu w obronie Lwowa, nagminne było przecinanie linii łączności stanowisk ogniowych z obsadami punktów obserwacyjnych, przez dywersantów ukraińskich. 22 września po godz. 14.00 42 dal skapitulował wraz z garnizonem Lwowa przed wojskami sowieckimi. Większość oficerów dywizjonu po odprawie u dowódcy dywizjonu została zagarnięta do niewoli i razem z szeregowymi i skierowana do Winnik. Po czym wraz ze wszystkimi zwolniona do domu, co uratowało życie większości z nich. Kolumny jenieckie i pojedynczy żołnierze byli ostrzeliwani przez bojówki ukraińskie po wkroczeniu wojsk sowieckich do Lwowa.

## Obsada personalna 42 dal
Obsada personalna 42 dal
Dowództwo
- dowódca dywizjonu - kpt. art. Stanisław VII Kowalski
- adiutant - ppor. rez. Bronisław Przysada
- oficer zwiadowczy - ppor. rez. Antoni Fedyk
- oficer obserwacyjny - ppor. rez. mgr Michał Bohdan Kowalewski († 1940 Katyń)
- oficer łączności - ppor. rez. Henryk Rojecki († 1940 Katyń)
- oficer płatnik - ppor. rez. Jakub Pomarański
- lekarz weterynarii - ppor. lek. wet. rez. Antoni Wiktor Rytel

1 bateria
- dowódca baterii - kpt. Bohdan Kosacki († 1940 Katyń)
- oficer ogniowy - ppor. Zbigniew Specylak

2 bateria
- dowódca baterii - por. rez. Tomasz Małynicz
- oficer zwiadowczy - ppor. rez. Piotr Bronisław Tukiendorf
- oficer ogniowy - ppor. Kazimierz Emilian Miź

3 bateria
- dowódca  baterii - por. Wilhelm Kosiński[12], por. Aleksander Bartoszuk[13]